# Seweryn Krzemieniewski
Seweryn Józef Krzemieniewski (ur. 4 stycznia 1871 w Kowiesach, zm. 24 kwietnia 1945 w Krakowie) – polski botanik, profesor i rektor Uniwersytetu Lwowskiego.

## Życiorys
Ukończył gimnazjum w Siedlcach (1890); podjął początkowo studia medyczne na Cesarskim Uniwersytecie Warszawskim (1892–1894), by przenieść się na nauki przyrodnicze, a w 1895 zmienić uczelnię na Uniwersytet Jagielloński. Tamże ukończył studia w 1898 i został demonstratorem w Katedrze Fizjologii Roślin; lata 1900–1902 spędził w Akademii Rolniczej w Dublanach jako asystent w Katedrze Botaniki. W 1902 powrócił na Uniwersytet Jagielloński i został asystentem w Katedrze Fizjologii Roślin u Emila Godlewskiego (starszego). W 1905 doktoryzował się na Uniwersytecie Jagiellońskim, cztery lata później obronił rozprawę habilitacyjną. Odbył także studia specjalistyczne w Delfcie i Lipsku.
Od 1931 był członkiem korespondentem, a od 1938 – członkiem czynnym Polskiej Akademii Umiejętności; od 1903 był współpracownikiem (od 1931 członkiem) Komisji Fizjograficznej Akademii Umiejętności (od 1919 PAU).
W latach 1909–1919 był profesorem botaniki Akademii Rolniczej w Dublanach. Od 1911 kierował Stacją Doświadczalną Botaniczno-Rolniczą we Lwowie, a w 1919 został profesorem Uniwersytetu Lwowskiego. W latach 1923–1924 pełnił funkcję dziekana Wydziału Matematyczno-Przyrodniczego, 1931–1932 rektora Uniwersytetu Jana Kazimierza we Lwowie. Od 1926 do 1939 jego asystentem był Walerian Bętkowski.
W okresie sowieckiej okupacji Lwowa 1939–1941 nadal prowadził działalność naukową. W sierpniu 1940 był gościem Wszechzwiązkowego Komitetu ds. Nauki ZSRR w Moskwie.
Od 1941 pracował jako karmiciel wszy zdrowych w Instytucie Badań nad Tyfusem Plamistym i Wirusami prof. Rudolfa Weigla we Lwowie, dzięki czemu – tak jak i inni tam zatrudnieni – uniknął niemieckich represji wobec Polaków. W 1944 osiadł w Krakowie. Pracował tamże w Instytucie Odo Bujwida, a krótko przed śmiercią podjął wykłady z anatomii i fizjologii roślin na Uniwersytecie Jagiellońskim.
Działał w Polskiej Radzie Ochrony Przyrody, należał m.in. do Czechosłowackiej Akademii Pracy, Towarzystwa Naukowego we Lwowie, od 1934 do Towarzystwa Naukowego Warszawskiego; od 1937 był prezesem Polskiego Towarzystwa Botanicznego. Zainicjował powstanie rezerwatu flory stepowej w Krzywczycach pod Lwowem. 11 listopada 1937 został odznaczony Krzyżem Komandorskim Orderu Odrodzenia Polski.
Był autorem około 70 prac naukowych z fizjologii, mikrobiologii, rolnictwa, historii botaniki i ochrony przyrody. Zajmował się m.in. problemem podniesienia uprawy łąk i pastwisk podkarpackich i tatrzańskich.
Zmarł w Krakowie, pochowany jest na cmentarzu Rakowickim (kwatera XIVA-wsch-28).
Żoną Seweryna Krzemieniewskiego była od 1899 Helena Józefa z Choynowskich, botanik, mikrobiolog, jego wieloletnia współpracownica, po II wojnie światowej profesor Uniwersytetu Wrocławskiego.